# ラクシュミー・ディビエシュワリー・デビー
ラクシュミー・ディビエシュワリー・デビー（Lakshmi Divyeshwari Devi , 1875年 - 1933年）は、ネパール王国の第7代君主プリトビ・ビール・ビクラム・シャハの王妃。

## 生涯
1875年、パンジャーブのラージプートの娘として、カーングラーで生まれた。
1886年4月、プリトビ・ビール・ビクラム・シャハとカトマンズのナラヤンヒティ宮殿で結婚した。首相のビール・シャムシェル・ジャンガ・バハドゥル・ラナは次の王の祖父になる野心を抱き、自分の2人の娘とも結婚させていたが、次のトリブバンを生んだのは彼女であった。
1933年、ナラヤンヒティ宮殿で死亡した。